# Notoglanidium pallidum
Notoglanidium pallidum är en fiskart som beskrevs av Roberts och Stewart, 1976. Notoglanidium pallidum ingår i släktet Notoglanidium och familjen Claroteidae. IUCN kategoriserar arten globalt som sårbar. Inga underarter finns listade i Catalogue of Life.